# Силва, Мигел
Жуан Мигел Маседу Силва (порт. João Miguel Macedo Silva; родился 7 апреля 1995 года в Гимарайнше, Португалия) — португальский футболист, вратарь клуба «Витория Гимарайнш».

## Клубная карьера
Силва — воспитанник клубов «Понте», «Визела» и «Витория Гимарайнш». В 2014 году Мигел для получения игровой практики начал выступать в Сегунда лиге за команду дублёров последнего. 28 ноября 2015 года в матче против «Боавишты» он дебютировал в Сангриш Лиге.